# 386BSD
386BSD (также известная как JOLIX) — свободная реализация операционной системы BSD UNIX для IBM PC-совместимых архитектур на базе процессоров 80386. Новшества, представленные в 386BSD, включали систему безопасности с ролевым доступом, кольцевые буфера, модульное ядро, peer-to-peer загрузку, упорядоченное конфигурирование.
386BSD в основном была написана выпускниками Университета Беркли: Линн Джолитц и Биллом Джолитцем. Билл имел за плечами опыт разработки BSD-систем 2.8 и 2.9BSD. Вместе они разрабатывали код BSD для Symmetric Computer Systems в 1980-х годах. Билл провёл работу по портированию 4.3BSD-Reno и позже — 4.3BSD Net/2 на архитектуру Intel 80386. Код 4.3BSD Net/2 он так и не довёл до релиза полноценной ОС. Первый релиз 386BSD в марте 1992 года (версия 0.0) был основан на дополнении части кода 4.3BSD Net/2 (см. статью Missing Pieces I and II, Dr. Dobb’s Journal, май-июнь 1992 года).
Согласно представлениям авторов, в 386BSD было достаточно модификаций для того, чтобы позволить работу с ней без лицензии AT&T, однако самой AT&T так не казалось, и система была вовлечена в крупный судебный процесс.
Таким образом, портирование фактически началось в 1989 году, а первые результаты получены в 4.3BSD Net/2 1991 года. Первый более или менее пригодный работоспособный код получен 14 июля 1992 года (версия 0.1). Планируемый процесс портирования кода был хорошо документирован Джолитцами в 18 главах, вышедших в журнале Dr. Dobb’s Journal в начале января 1991 года.
После релиза 386BSD 0.1 образовалась группа пользователей, силами которых был собран и первый неофициальный патч-кит. Этот патч-кит так и не был включён в планы развития 386BSD и позже его разработчики превратили его в проект FreeBSD, основанный в 1993 году. В то же время другая группа пользователей 386BSD основала проект NetBSD с целью создания единой мультиплатформенной реализации BSD. Оба проекта существуют и по настоящее время.
В конце 1994 года вышла первая законченная версия 386BSD Release 1.0. Она распространялась журналом Dr. Dobb’s Journal на CD (практически эксклюзивно, из-за невообразимого в то время размера в 600 МиБ), озаглавленном «386BSD Reference CD-ROM». Этот компакт-диск был бестселлером на протяжении трёх лет — с 1994 по 1997 годы.
386BSD Release 1.0 содержал полностью обновлённое ядро и включал рекомендации разработчиков более ранних BSD-систем, которые так и не были в них реализованы.
Финальная версия 386BSD 1.0 была выпущена 12 ноября 1994 года и распространялась на CD. К тому времени, когда NetBSD также успела дорасти до версии 1.0, а FreeBSD уже дошла до 1.1.5.1, — обе системы уже успели избавиться от спорного кода 386BSD и представлялись значительно лучшей альтернативой.